# François de Mailly
François kardinal de Mailly, francoski rimskokatoliški duhovnik, škof in kardinal, * 4. marec 1658, Pariz, † 13. september 1721.

## Življenjepis
24. decembra 1697 je bil imenovan za nadškofa Arlesa, 7. aprila 1698 je bil potrjen in 11. maja 1698 je prejel škofovsko posvečenje.
12. julija 1710 je bil imenovan za nadškofa Reimsa in 1. decembra istega leta je bil potrjen.
29. novembra 1719 je bil povzdignjen v kardinala.